# Ingvil Smines Tybring-Gjedde

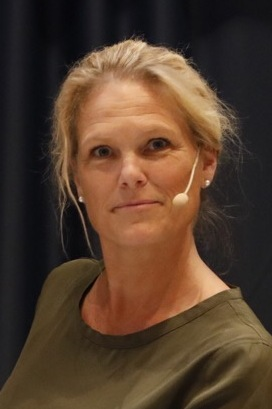
Ingvil Smines Tybring-Gjedde, 2017

Ingvil Smines Tybring-Gjedde (* 8. Juli 1965 in Oslo) ist eine norwegische Politikerin der Fremskrittspartiet (FrP). Sie war von Januar 2019 bis Januar 2020 die Ministerin für öffentliche Sicherheit ihres Landes.

## Leben
Tybring-Gjedde schloss im Jahr 1981 ihre Zeit am Gymnasium ab. 1991 erhielt sie in Dänemark einen Abschluss als Werkstoffprüferin. Zudem hat sie einen Masterabschluss in Interaktion und Führung von der BI Norwegian Business School in Stavanger. Sie arbeitete unter anderem von 1999 bis 2005 an der BI Norwegian Business School in Stavanger, anschließend bis 2010 bei Innovasjon Norge und von 2010 bis 2011 sowie erneut von 2014 bis 2015 im norwegischen Außenministerium.
Tybring-Gjedde trat 2006 der Fremskrittspartiet bei, davor war sie politisch nicht aktiv. Am 16. Dezember 2015 wurde sie unter Minister Tord Lien Staatssekretärin im Ministerium für Öl und Energie. Sie blieb unter den Ministern Terje Søviknes und Kjell-Børge Freiberg weiter bis Januar 2019 in dieser Position. Am 22. Januar 2019 wurde sie zur Ministerin für öffentliche Sicherheit der Regierung Solberg ernannt, einem im Justizministerium angesiedelten Amt, das neu geschaffen wurde. Als solche war sie zudem für die Polargebiete zuständig. Mit dem Regierungsaustritt der Fremskrittspartiet schied sie am 24. Januar 2020 aus diesem Amt aus. Ihr Ministerposten wurde nicht neu besetzt, sondern nach nur knapp einem Jahr wieder abgeschafft.
Im April 2020 wurde bekannt, dass sie zum staatlichen Unternehmen Innovasjon Norge zurückkehren solle. Dabei wurde kritisiert, dass für sie eine neue Stelle geschaffen wurde.

## Privates
Sie ist mit dem Politiker und Parteikollegen Christian Tybring-Gjedde verheiratet, dessen Tochter Mathilde Tybring-Gjedde ebenfalls Politikerin ist. Ingvil Smines Tybring-Gjedde und Christian Tybring-Gjedde wurden in den Medien des Öfteren als eine Art „Power-Couple“ ihrer Partei dargestellt.